# Modul lunar Apollo

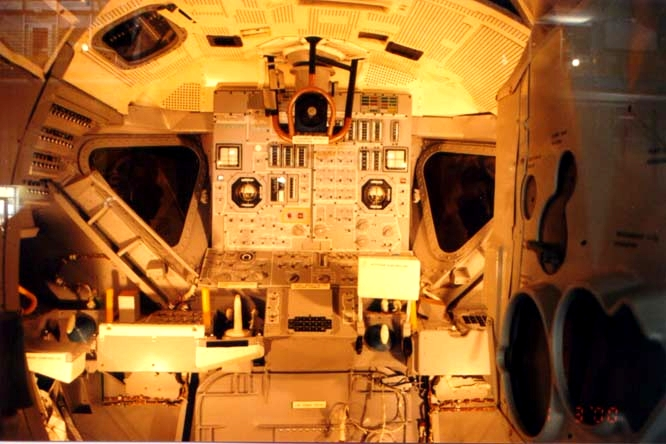
Panoul cu instrumente al modulului lunar și ferestrele frontale. Credit: Alexandre Sabbatini

Modulul lunar Apollo (ML) a fost una din componentele Astronavei Apollo al cărei principală funcție era transportul astronauților de pe orbita Lunii pe Lună și înapoi. Astronava Apollo a fost construită în cadrul Programului Apollo de aselenizare, al guvernului SUA.
Modulul avea 4,4 m înălțime, 4,3 m diametru și avea un echipaj format din 2 persoane. "Trenul" de aselenizare avea 4 picioare. Masa totală a modulului era de 15.264 kg din care 10.334 kg cântărea modulul de coborâre și restul modulul de ascensiune.

## Istoric
Modulul lunar Apollo a fost creat deoarece NASA a optat pentru o schemă de aselenizare simplificată de tipul întâlnire pe orbita Lunii (în engleză, lunar orbit rendezvous - LOR), în defavoarea metodelor ascensiune directă și întâlnire pe orbita Pământului (în engleză Earth orbit rendezvous - EOR). Metodele EOR și ascensiune directă presupuneau mai multe lansări de pe Pământ și aselenizarea întregii astronave Apollo. Metoda aleasă, LOR, presupunea că doar o componentă a astronavei să aselenizeze și apoi să revină pe orbita Lunii pentru întâlnirea cu modulul de comandă.
Contractul pentru Modulul lunar a fost atribuit firmei Grumman Aircraft Engineering și câtorva subcontractori. Grumman a efectuat studii asupra metodei LOR încă de la sfârșitul anilor 1950 și din nou în anul 1962. În iulie 1962, 11 firme au fost invitate să înainteze propuneri pentru Modulul lunar și în luna septembrie a aceluiași an 9 dintre acestea au dat curs invitației. Firma Grumman a fost declarată câștigătoare pe 7 noiembrie 1962. Contractul avea o valoare de aproximativ 350 de milioane dolari SUA. Inițial au existat patru subcontractori majori: Bell Aerosystems (motorul de ascensiune), Hamilton Standard (sistemele de control al habitatului), Marquardt (sistemul de control cu reacție) and Rocketdyne (motorul de coborâre).
Sistemul principal de navigație, ghidaj și control al Modulului lunar a fost dezvoltat la MIT, în Laboratorul Charles Stark Draper; computerul de ghidaj a fost construit de către Raytheon. Un sistem de navigație de rezervă, numit Abort Guidance System (AGS) a fost furnizat de către TRW.
Astronauții au efectuat simulări și antrenamente, pentru a învăța manevrele necesare aselenizării, în vehicule numite LLRV (Lunar Landing Research Vehicle) și mai apoi LLTV (Lunar Landing Training Vehicle). Acestea constau dintr-o structură metalică pe care era montat un motor cu turbină care compensa 5/6 din gravitația Pământului (pentru simularea gravitației lunare) și mai multe motoare reactive (cu apă oxigenată) pentru simularea funcționării motorului etajului de aselenizare și a motoarelor reactive de stabilizare (RCS - Reaction Control System). Motorul cu turbină era fixat pe o montură giroscopică, astfel încât să fie îndreptat tot timpul în jos.
Configurațiile inițiale ale modulului lunar cuprindeau un port de andocare frontal; la început se credea că echipajul va fi prezent in modulul lunar și că va lua parte la andocarea cu modulul de comandă. Prototipurile inițiale includeau ferestre mari, curbate, și scaune pentru astronauți. Abia în aprilie 1963 s-au stabilit configurațiile de bază ale modulelor, odată cu stabilirea tipurilor motoarelor de coborâre și cel de ascensiune. În afară de Rocketdyne, în iulie 1963 a demarat un program paralel pentru motorul de coborâre împreună cu Space Technology Laboratories, și până în ianuarie 1965 contractul cu Rocketdyne a fost reziliat. Pe durata programului, au fost numeroase acțiuni de reproiectare în vederea reducerii greutății (incluzând "Operation Scrape" - operațiune dedicată elimnării tuturor structurilor care nu erau critice sau înlocuirea lor cu unele mai ușoare) și pentru îmbunătățirea siguranței și eliminarea problemelor. În proiectul final s-au eliminat scaunele (astronauții trebuiau să stea în picioare pe durata coborârii și a ascensiunii), s-au micșorat ferestrele și s-a stabilit o structură de rezistență mai ușoară, ceea ce a dus la micșorarea semnificativă a greutății vehicolului. La început se prefigura ca modulul lunar să fie alimentat din pile de combustie construite de Pratt and Whitney, dar în martie 1965 s-a renunțat la acestea în favoarea unui sistem de alimentare integral pe baterii.
Proiectul inițial prevedea ca modulul lunar să aibă un tren de aselenizare cu trei picioare. Deoarece oricare picior trebuia să poată susține întreaga greutate a vehiculului în cazul aselenizării înclinate, varianta cu trei picioare era cea mai ușoară. Însă, era și cea mai instabilă în cazul în care unul dintre picioare se rupea la aselenizare. Următoarea configurație, cea mai stabilă în cazul aselenizării pe un teren accidentat, cuprindea cinci picioare dar era prea grea, astfel încât proiectanții au ales varianta de compromis cu patru picioare de aselenizare.
Primul zbor al unui modul lunar a avut loc pe 22 ianuarie 1968, când modulul LM-1 a fost lansat (fără oameni) cu o rachetă Saturn IB pentru testarea sistemelor de propulsie pe orbită. Următorul zbor al modulului lunar (LM-3) a fost pe 3 martie 1969, în cadrul misiunii Apollo 9. A fost primul zbor al modulului lunar cu astronauți (echipajul McDivitt, Scott și Schweickart), care au testat o serie întreagă de sisteme pe orbita Pământului: andocarea și separarea modulelor lunar și de serviciu, trecerea astronauților dintr-un modul în celălalt, precum și propulsia modulului lunar. Misiunea Apollo 10, lansată pe 18 mai 1969, a realizat alte teste, de astă dată pe orbita lunară. Modulul lunar s-a separat și a coborât până la distanța de 10 km de suprafața Lunii.
Primul modul lunar care a aselenizat și s-a ridicat de pe suprafața lunară a fost modulul "Eagle" ("Vulturul"), în cadrul misiunii Apollo 11. Modulele lunare ale misiunilor Apollo 12 și Apollo 14 au realizat aselenizări la punct fix, având computere de bord și tehnici de navigație îmbunătățite.
În aprilie 1970, modulul lunar Aquarius a jucat un rol neașteptat în salvarea vieților celor trei astronauți ai misiunii Apollo 13, după explozia unui rezervor de oxigen aflat în modulul de serviciu. Aquarius a servit cu succes drept refugiu pentru astronauți pe durata revenirii pe Pământ, bateriile sale fiind utilizate pentru reîncărcarea bateriilor modulului de comandă, esențiale pentru aselenizare. Aselenizarea a avut loc în data de 17 aprilie 1970. Motorul de coborâre al modulului lunar, proiectat pentru încetinirea coborârii pe Lună a modulului lunar, a fost folosit pentru accelerarea întregului ansamblu Apollo 13 (modul lunar, de comandă și de serviciu) pe drumul de întoarcere spre Pământ. Sistemele modulului lunar, proiectate să suporte doi astronauți timp de 45 de ore, au fost reconfigurate astfel încât să suporte trei astronauți timp de 90 de ore.
Modulele lunare ale ultimelor trei misiuni Apollo (15, 16 și 17) au fost îmbunătațite semnificativ pentru a permite sarcini utile mai mari la aselenizare, precum și staționări mai îndelungate pe suprafața lunară. Puterea motorului de coborâre a fost mărită prin prelungirea cu 254 mm a ajutajului; de asemenea, au fost mărite și rezervoarele de combustibil. S-a mărit durata zborului de coborâre și sarcina utilă prin efectuarea frânării de ieșire de pe orbita lunară și inițierea coborârii cu ajutorul modulului de serviciu (care apoi revenea pe orbita lunară, după desprinderea modulului de coborâre), practică începută cu Apollo 14. Ultimele trei misiuni Apollo au inclus și roverul Lunar Roving Vehicle, care era stocat in compartimentul 1 al etajului de coborâre și care era montat de astronauți după aselenizare. Aceste misiuni avansate (de tip "J") permiteau misiuni de trei zile pe suprafața lunară.

## Specificațiile modulului lunar
Modulul lunar era partea astronavei Apollo care aseleniza și apoi revenea pe orbita lunară. Cuprindea două componente majore, modulul de coborâre și modulul de ascensiune.
Modulul de coborâre conține trenul de aselenizare, scara pentru astronauți, antena radarului de aselenizare, motorul de coborâre precum și combustibilul pentru aselenizare. Avea câteva compartimente folosite pentru transportul componentelor experimentelor pentru suprafața lunară ALSEP, căruciorul pentru echipament (folosit doar în cadrul misiunii Apollo 14, roverul lunar (Apollo 15, Apollo 16 și Apollo 17), camera de televiziune, unelte și cutiile pentru eșantioane lunare. Tot aici se afla și cea mai mare parte a oxigenului, apei de răcire și băut precum și bateriile principale. De scara astronauților era fixată și o placă comemorativă.
Modulul ascensional conține cabina echipajului, panoul de instrumente, portul de andocare, ușa pentru coborârea astronauților, sistemul reactiv RCS, antenele de comunicație și radar, motorul ascensional, combustibil și oxigen suficient pentru revenirea pe orbita lunară și întâlnirea cu modulele de comandă și de serviciu.
- Date tehnice: (Modulul lunar tipic)
  - Modulul de ascensiune:
    - Echipaj: 2
    - Volumul cabinei: 6.65 m³ (235 ft3)
    - Înălțime: 3.76 m
    - Diametru: 4.2 m
    - Masa, inclusiv combustibilul: 4,670 kg
    - Atmosferă: 100% oxigen la 33 kPa
    - Apă: două rezervoare de câte 19.3 kg fiecare
    - Agent de răcire: 11.3 kg, soluție apoasă de etilen glicol
    - Masa combustibilului RCS (Sistemul de control reactiv): 287 kg
    - Motoare RCS: 16 x 445 N; patru motoare cvadruple
    - Combustibil RCS: N2O4/UDMH
    - Impuls specfic RCS: 2.84 kN·s/kg
    - Masă combustibil APS: 2,353 kg (5,187 lb)
    - Putere APS: 15.6 kN (3,500 lbf)
    - Combustibil APS: N2O4/Aerozine 50 (UDMH/N2H4)
    - Presurizare APS: 2 x 2.9 kg rezervoare heliu la 21 MPa
    - Impulsul specific al motorului: 3.05 kN·s/kg
    - Raportul între puterea motorului și masa vehiculului:  0.34 (în câmpul gravitațional al Pământului - pe Pământ, puterea motorului era mai mică decât greutatea modulului, dar era suficientă pe Lună)
    - Delta V a modulului ascensional: 2,220 m/s
    - Alimentare electrică: două baterii argint-zinc de 296 Ah fiecare
    - Tensiune electrică: 28 V c.c., 115 V c.a. la o frecvență de 400 Hz

  - Etajul de aselenizare:
    - Înălțime: 3.2 m
    - Diametru: 4.2 m
    - Diametrul trenului de aselenizare: 9.4 m
    - Masa, inclusiv combustibilul: 10,334 kg
    - Apă: un rezervor de 151 kg
    - Alimentare electrică de rezervă: două baterii argint-zinc de 296 Ah fiecare
    - Masă combustibil: 8,165 kg (18,000 lb)
    - Puterea motorului de aselenizare DPS: 45.04 kN, reglabil până la 4.56 kN
    - Combustibil DPS: N2O4/Aerozine 50 (UDMH/N2H4)
    - Presurizare DPS: 1 x 22 kg rezervor heliu supercritic la 10.72 kPa.
    - Impuls specific: 3050 N·s/kg
    - Delta V: 2,470 m/s
    - Alimentare electrică principală: patru baterii argint-zinc de 400 Ah fiecare

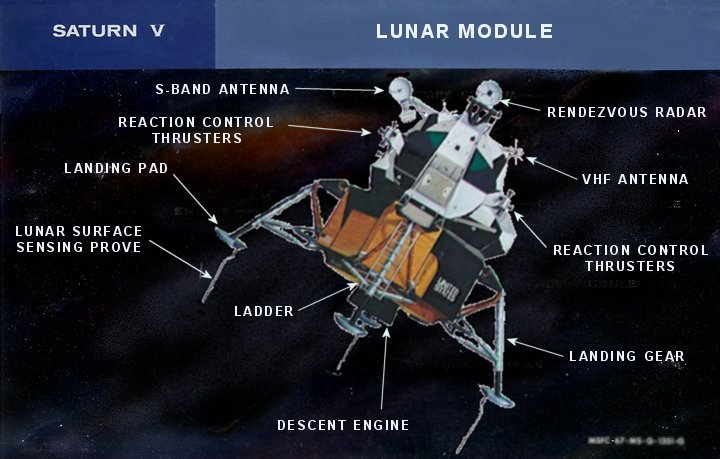
Diagrama modulului lunar Apollo

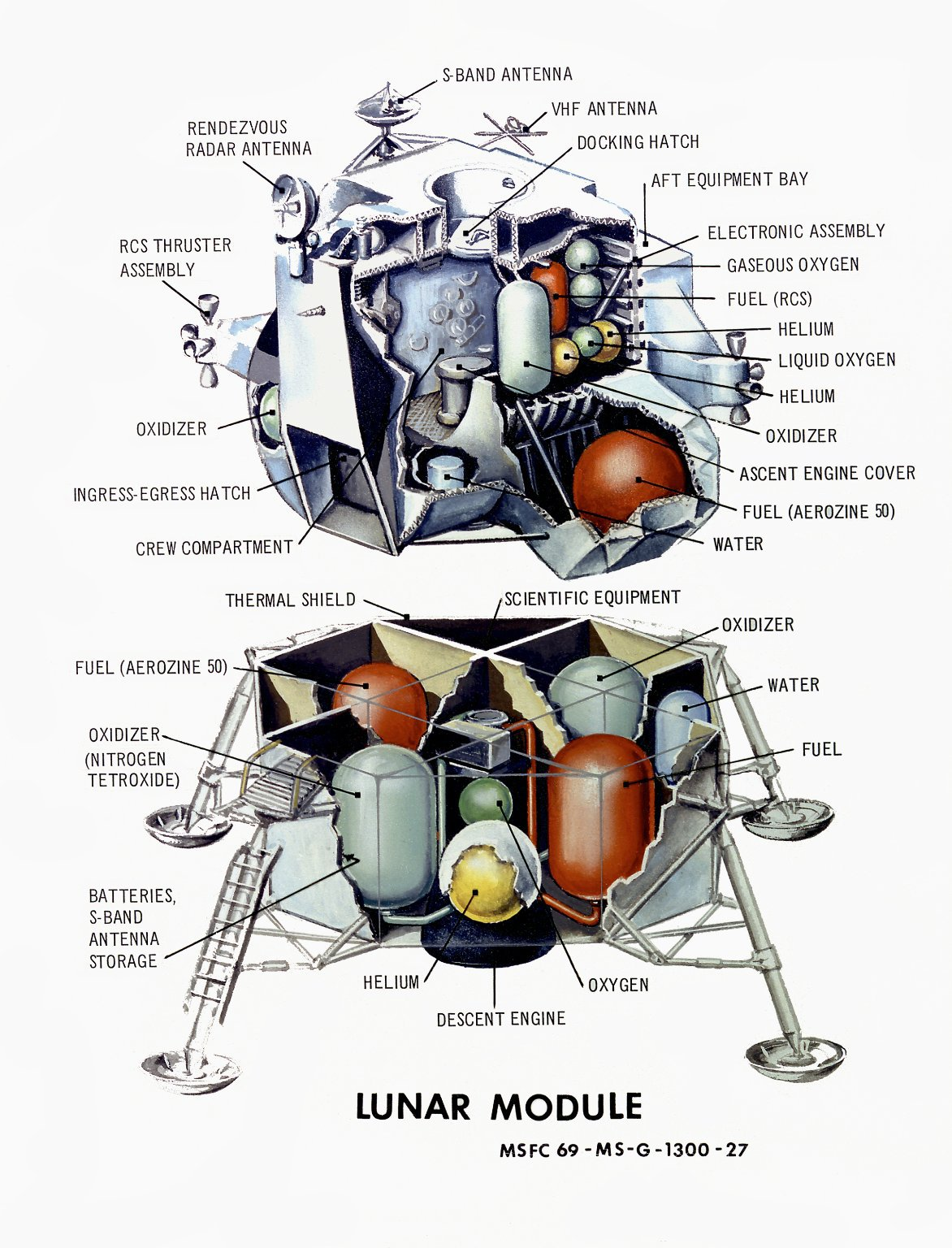
Modulul lunar Apollo

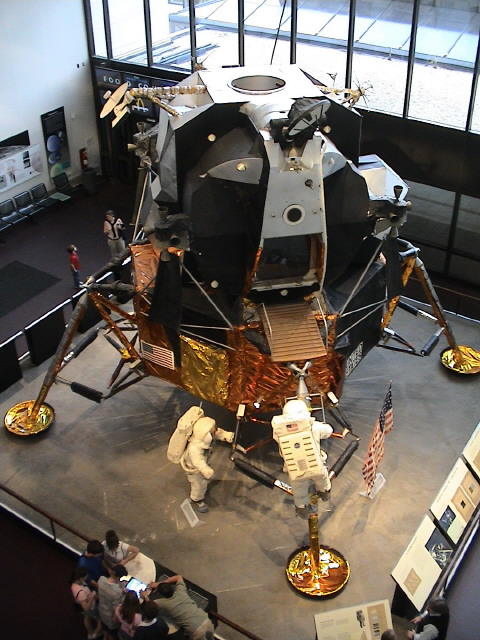
Modul lunar expus în National Air and Space Museum.